# Nandy
Nandy ist eine französische Gemeinde mit 6322 Einwohnern (Stand 1. Januar 2022) im Département Seine-et-Marne in der Region Île-de-France. Sie gehört zum Arrondissement Melun und zum Kanton Saint-Fargeau-Ponthierry.
Die Einwohner werden Nandéen(ne)s genannt.

## Geographie
Nandy liegt an der Seine etwa 26 Kilometer südsüdöstlich von Paris.

### Nachbargemeinden
Umgeben ist Nandy von den Gemeinden Savigny-le-Temple im Norden und Osten, Seine-Port im Süden, Saint-Fargeau-Ponthierry im Süden und Südwesten, Le Coudray-Montceaux im Südwesten, Morsang-sur-Seine im Westen und Saint-Pierre-du-Perray im Nordwesten.

## Bevölkerungsentwicklung
| Jahr      | 1962 | 1968 | 1975 | 1982 | 1990 | 1999 | 2006 | 2011 |
| --------- | ---- | ---- | ---- | ---- | ---- | ---- | ---- | ---- |
| Einwohner | 397  | 349  | 327  | 1548 | 5429 | 6159 | 5935 | 5851 |

## Gemeindepartnerschaften
Mit der mauretanischen Gemeinde Tiguent (Tiguent El Jedid) besteht eine Partnerschaft.

## Sehenswürdigkeiten
- Kirche Saint-Léger, erbaut im 13. Jahrhundert, Monument historique seit 1926
- Château de Nandy, wiedererrichtet im 17. Jahrhundert, Monument historique seit 1968

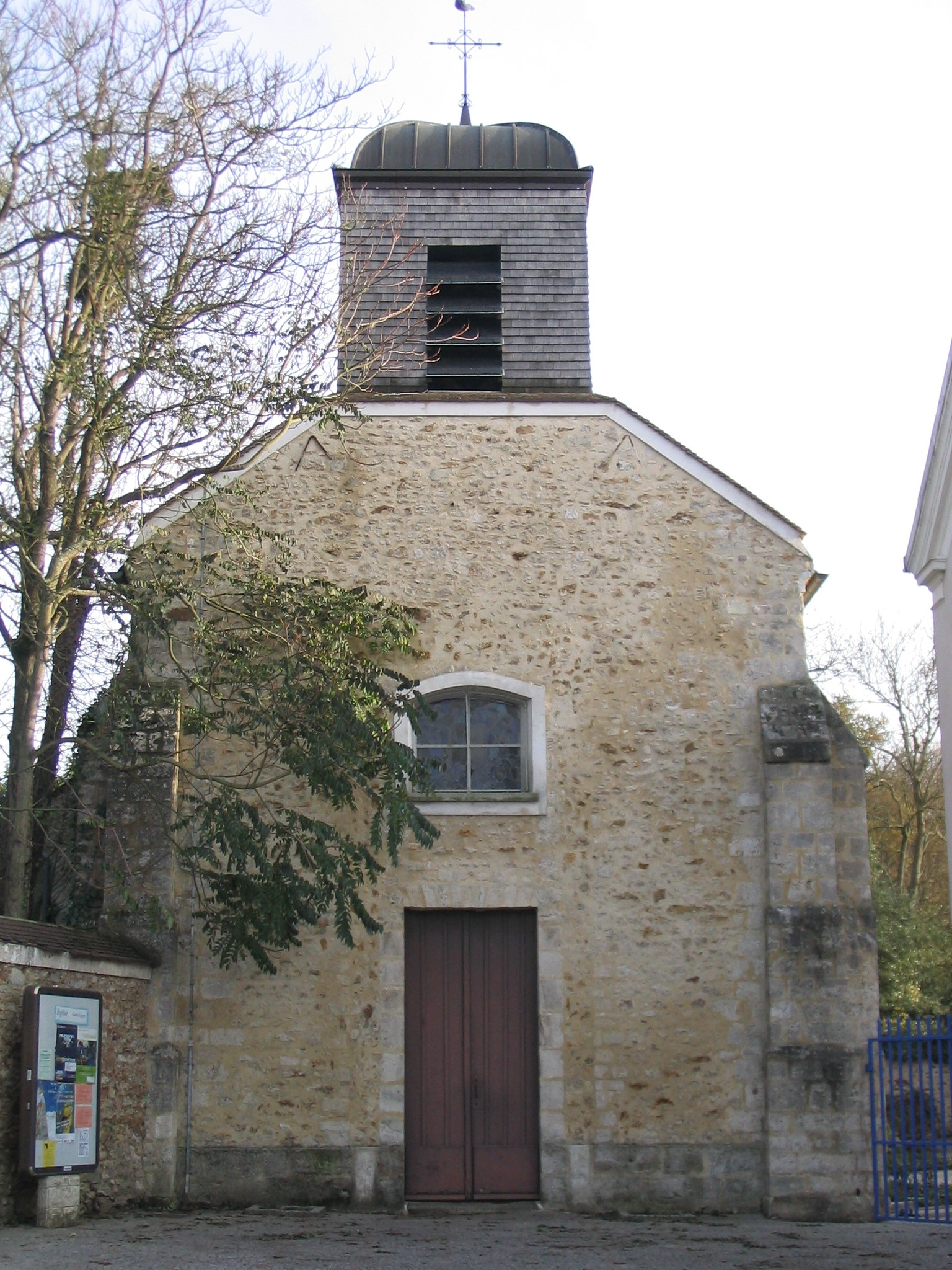
Kirche Saint-Léger

- Allée du Pavillon Royal
- Regionalwald de Rougeau